# 浙江省温州中学
浙江省温州中学为浙江省一级重点中学，创办于1902年，有百年历史，知名校友中以数学家居多，其中担任过国内外知名大学数学系主任或数学研究所所长的有30多位，因而温州中学也被称为“数学家的摇篮”。

## 办学条件
近几年，温州市政府对教育的投资大幅度增长，温州中学新校舍建设被列为市重点工程，学校现代化建设列为全市基础教育十大工程之首。学校除主要依靠国家投资外，还开辟群众投资教育的渠道，1984年起，学校开始招收部分自费生，其收益主要用于改善办学条件。现已停止招收自费生。许多校友和其他社会人士也热心捐资助学。 
学校占地338亩，校舍建筑面积共7.67万平方米（其中水域约占30%，绿化占地面的40%）。校舍建筑面积共7.67万m2，其中有13738m2的教学楼，5699m2的科技楼（内有天文气象台，现已弃用），4319m2 的实验楼，5936m2的图书馆（含学生电子阅览室），7884m2的体育馆，2901m2的艺术楼（内含校史馆），400米塑胶8跑道的田径运动场和1158m2的看台，19078m2的学生宿舍，3940m2的教师休息楼，7732m2的食堂，4319m2的行政办公楼。 
电教、实验、劳技设备，体育器材和卫生器械、药品配备，均按浙江省一级重点中学的Ⅰ类标准配置。现代教育技术装备有教育信息中心、校园网络系统、CATV系统、校园公共广播系统和多媒体教学系统等。

## 社團
学校设置“学生联合会”，下辖学生会、“温中青年协会”等，该校学生统称“部门”。截止2018年9月，温州中学共有登记在案社团40余个，学生可以自由加入社团活动。部门及社团的招新时间为每年的9月，招新对象为高一新生，部分社团或部门需要缴纳相应活动费用。社团管理由学生会下辖的“温州中学社团联合办”负责，每学年会对各社团进行评审打分，评出五星社团。
| 温州中学科技制作社 |
| 温州中学辩论社     |
| 温州中学健美操社   |

## 学校活动
每年举办运动会、扬艺盛典、迎新晚会、新年音乐会、艺术节、科技节、面对外校学生的社团开放日和面对校内学生的社团文化日等活动。温州中学音乐社不定期主办公益演出。

## 校园媒体
校内设有五个校园媒体单位，温州中学学生通称其为“校园五大媒体”。“校园五大媒体”包括温中电视台、卓扬网络电台、温中青年报、温中中学广播站以及“和之”手绘板绘工作室。另设有负责平面设计工作的“镉48平面设计工作室”。校园媒体由学生联合下辖的新闻传媒办负责管理。

## 历史
- 1902年前，为温州府属中山书院。
- 1902年，孙诒让商请将温州府属中山书院更为温州府学堂，后曾用名有温州府中学堂、浙江第十中学堂、浙江第十中学校、浙江省立第十中学校。
- 1906年，孙诒让亲操筹办创建温州师范学堂。1908年建成，后曾用名有温州师范学校、浙江省立第十师范学校。
- 1923年，十师、十中合并，校名为浙江省立第十中学校。
- 1933年改名浙江省立温州中学。
- 1939至1945年，因抗战，多次迁址，先后在青田和泰顺江口等地办学。
- 1946年，浙江省浙东第三临时中学并入温中。
- 1949年5月温州解放，学校迎来新的发展时期。
- 1954年8月更名为浙江省温州第一中学。由完全中学改为高级中学。
- 1966年“文化大革命”开始，学校遭受灾难性破坏。
- 1985年，复名“浙江省温州中学”，并再次从完全中学改为高级中学。
- 1995年，被批准为浙江省一级重点中学。
- 2002年秋，学校整体搬迁至梧埏新校舍。
- 2006年起，中央拨款，创建新疆班，成为温州中学民族部的重要组成部分之一。
- 2007年首届新疆班正式成立。

## 校训
校训“英奇匡国，作圣启蒙”，意为“英才匡扶国家，作圣贤的启蒙者”。来源于温州中学校歌。“英奇匡国”回答了“温中需要培养什么样的人”的问题，“作圣启蒙”则可理解为做一个为民智的启蒙做贡献，并且道德高尚的“圣人”。
近年校方提出了“大格局、小清新、诚其意、匡国志”的口号。

## 校歌
词：朱自清 曲：弘一法师
雁山云影，瓯海潮淙。看锺灵毓秀，桃李葱茏。怀籀亭边勤讲诵，中山精舍坐春风。英奇匡国，作圣启蒙，上下古今一冶，东西学艺攸同。

## 校长与讲师
温州名人孙诒让、刘绍宽、金嵘轩曾担任校长。
朱自清、夏承焘、王季思、陈叔平、孔繁胜、陈文普等人都曾先后在该校执教。

## 校友
- 郑振铎，作家，文学史家，著名学者，中国民主促进会发起人之一。
- 苏步青，数学家。原复旦大学校长，中研院院士，中科院院士。
- 邱清泉，国军第二兵团司令，中将衔。战死在淮海战役。
- 夏鼐，考古学家，中科院院士。
- 徐贤修，中研院院士，原国立清华大学校长。
- 杨忠道，宾夕法尼亚大学数学系教授，中研院院士。
- 夏承焘，中国现代词学的开拓者和奠基人。
- 张肇骞，植物学家，中科院院士。
- 谷超豪，数学家，中科院院士。
- 张淑仪，声学家，中科院院士。
- 施立明，遗传学家，中国分子进化生物学先驱，中科院院士。
- 李启虎，水声信号处理和声呐设计专家，中科院院士。
- 陈式刚，理论物理学家，中科院院士。
- 王克明，材料物理学家，中科院院士。
- 吴朝晖，计算机科学家，浙江大学校长，中科院院士。
- 王季思，戲曲研究者，中山大學教授。
- 项飙，德国马克斯普朗克社会人类学研究所所长，牛津大学社会人类学教授。